# HLKK-Anlage
Eine HLKK-Anlage ist eine Anlage der Heizungs-, Lüftungs-, Klima- und Kältetechnik (siehe auch Versorgungstechnik). Anlagen dieser Techniken werden unter dem Sammelbegriff HLKK-Anlage zusammengefasst, weil eine Anlage mehrere dieser Funktionen kombinieren und erfüllen kann.
Die Bezeichnung HLKK und HLK sind in der Schweiz verbreitet. In Deutschland werden entsprechende Planungsleistungen seltener als HLK (Heizung, Lüftung, Klimatechnik), sondern eher als HLS (Heizung, Lüftung, Sanitär) oder TGA (Technische Gebäudeausrüstung) bezeichnet.
Die zugehörigen Gewerke werden oft unter HKL (Heizung, Klima/Kälte, Lüftung), HLS (Heizung, Lüftung, Sanitär) oder SHK (Sanitär, Heizung, Klima) zusammengefasst. International ist der Begriff HVAC (Heating, Ventilation, Air Conditioning) gängig.